# Santanyí
Santanyí (em catalão e oficialmente; em castelhano: Santañí ou Santañy) é um município da Espanha na ilha de Maiorca, província e comunidade autónoma das Ilhas Baleares. Tem 124,9 km² de área e em 2021 tinha 12 342 habitantes (densidade: 98,8 hab./km²).

## Demografia
| Variação demográfica do município entre 1991 e 2004 [carece de fontes?] | Variação demográfica do município entre 1991 e 2004 [carece de fontes?] | Variação demográfica do município entre 1991 e 2004 [carece de fontes?] | Variação demográfica do município entre 1991 e 2004 [carece de fontes?] |
| ----------------------------------------------------------------------- | ----------------------------------------------------------------------- | ----------------------------------------------------------------------- | ----------------------------------------------------------------------- |
| 1991                                                                    | 1996                                                                    | 2001                                                                    | 2004                                                                    |
| 6956                                                                    | 7702                                                                    | 8875                                                                    | 10337                                                                   |

## Património
- Farol de Ses Salines — o Instituto Mediterrâneo de Estudos Avançados (Imedea) possui uma estação oceanográfica onde se investiga o sustento dos ecossistemas pesqueiros e a ecologia de plantas e animais, já não falar das alterações climáticas[2].
- Praia de Es Caragol.